# Simon V de Lippe
Le comte Simon V de Lippe (né en 1471 et mort à Detmold, le 17 septembre 1536) est seigneur de Lippe en 1511, puis, à partir de 1528, comte de Lippe. Sous son règne, la réforme protestante est introduite dans le comté de Lippe.

## Biographie
Simon V de Lippe, baptisé le 26 février 1471, est le fils aîné de Bernard VII (1428-1511) et d'Anna de Holstein-Schaumburg (morte en 1495). Il hérite de la seigneurie de Lippe après la mort de son père, en 1511. En 1528, il est élevé au rang de comte impérial et la Lippe devient l'un des quelque 140 comtés impériaux.
Depuis 1518, la Réforme prévalait, d'abord à Lemgo, puis dans d'autres villes de Lippe. Un conflit ouvert éclate en 1530, lorsque des hymnes protestants sont chantés lors d'une messe catholique de Pâques. Simon, resté catholique toute sa vie, s'indigne, et parle de « paysans insurgés qui refusent de supporter toute autorité sur eux-mêmes ». Il est cependant vassal de deux suzerains : Éric II de Brunswick-Grubenhagen, évêque de Paderborn et le landgrave Philippe Ier de Hesse, luthérien depuis 1524. Cette position limite sa liberté d'action. Les villes de Lippe, en particulier Lippstadt et Lemgo, ont également favorisé une relation plus étroite avec la foi luthérienne. Philippe de Hesse a exhorté les citoyens de Lemgo à régler leur différend avec Simon V ; néanmoins, le luthéranisme continue à se répandre dans les villes. 
Lorsqu'en 1533, Simon cherche un soutien pour une action militaire contre Lemgo, Philippe de Hesse intervient et sert de médiateur. Plus tard, la même année, Lemgo adopte l'ordre de l'Église et devient dès lors officiellement luthérienne.
En 1535, Simon V et le duc Jean III de Clèves envahissent Lippstadt, devenue protestante. La ville se rend à son suzerain. Les citoyens de Lemgo craignaient que Simon V et Jean III envahissent également Lemgo, cependant, en raison de la médiation en cours de Philippe de Hesse, cette invasion n'a pas eu lieu.
Sous son règne, Simon V fait de Detmold sa résidence permanente en développant les fortifications grâce à un large fossé, des murailles et des tours bastionnées pour mieux protéger son château et sa ville.

## Mariages et descendance
Simon V épouse en premières noces, le 27 mars 1490 la comtesse Walpurgis de Bronckhorst (morte le 21 décembre 1522), fille de Gisbert de Bronckhorst et d'Élisabeth d'Egmond. De cette première union, naît un fils, :
- Gisbert de Lippe (mort en 1513), célibataire inhumé à Detmold[1],[5].

Simon V épouse en secondes noces, à Detmold, le 16 mars 1524, Madeleine de Mansfeld - Mittelort (née vers 1500 et morte le 22 septembre 1540), fille de Gebhard VII de Mansfeld et de Marguerite de Gleichen, avec laquelle il a six autres enfants, :
- Marguerite de Lippe (née en 1525 et morte à Herford le 7 juin 1578), abbesse de Herford en 1565 où elle est inhumée ;
- Madeleine de Lippe (née vers 1526 et morte le 12 janvier 1604), abbesse de Herford en 1586 ;
- Bernard VIII, (né le 6 décembre 1527 et mort le 15 avril 1563) comte de Lippe ;
- Anna de Lippe (née vers 1529, morte à Arolsen, le 24 novembre 1590), épouse à Detmold, le 1er octobre 1550, le comte Jean Ier de Waldeck - Landau (1521-1567) ;
- Herman Simon, comte de Spiegelberg et Pyrmont (né en 1532 et mort le 4 juin 1576), épouse à Pyrmont, le 18 mai 1558, Ursule de Pyrmont et Spiegelberg (morte à Pyrmont le 16 mars 1583), dont deux fils célibataires : Simon (né en 1559, mort jeune) et Philipp (1560-1583) ;
- Agnès de Lippe (née en 1535 et morte le 13 juin 1610), mariée en premières noces, le 14 décembre 1567 à Dietrich von Plesse (1499-1571), puis épouse en secondes noces le 20 octobre 1578 Abundus Schlick, comte von Passaun und Weisskirchen (mort en décembre 1589).

## Succession
Après la mort de Simon V de Lippe, le 17 septembre 1536, son fils aîné Bernard VIII lui succède en qualité de « comte de Lippe ».

## Ascendance
Ascendance de Simon V de Lippe :
|  |                                                |  |  |  |  |  |  |  |  |  |  |  |  |
|  | 8. Bernard VI de Lippe                         |  |  |  |  |  |  |  |  |  |  |  |  |
|  |                                                |  |  |  |  |  |  |  |  |  |  |  |  |
|  |                                                |  |  |  |  |  |  |  |  |  |  |  |  |
|  | 4. Simon IV de Lippe                           |  |  |  |  |  |  |  |  |  |  |  |  |
|  |                                                |  |  |  |  |  |  |  |  |  |  |  |  |
|  |                                                |  |  |  |  |  |  |  |  |  |  |  |  |
|  | 9. Elisabeth von Mors                          |  |  |  |  |  |  |  |  |  |  |  |  |
|  |                                                |  |  |  |  |  |  |  |  |  |  |  |  |
|  |                                                |  |  |  |  |  |  |  |  |  |  |  |  |
|  | 2. Bernard VII de Lippe                        |  |  |  |  |  |  |  |  |  |  |  |  |
|  |                                                |  |  |  |  |  |  |  |  |  |  |  |  |
|  |                                                |  |  |  |  |  |  |  |  |  |  |  |  |
|  | 10. Éric de Brunswick-Grubenhagen              |  |  |  |  |  |  |  |  |  |  |  |  |
|  |                                                |  |  |  |  |  |  |  |  |  |  |  |  |
|  |                                                |  |  |  |  |  |  |  |  |  |  |  |  |
|  | 5. Marguerite de Brunswick-Grubenhagen         |  |  |  |  |  |  |  |  |  |  |  |  |
|  |                                                |  |  |  |  |  |  |  |  |  |  |  |  |
|  |                                                |  |  |  |  |  |  |  |  |  |  |  |  |
|  | 11. Elisabeth de Brunswick-Göttingen           |  |  |  |  |  |  |  |  |  |  |  |  |
|  |                                                |  |  |  |  |  |  |  |  |  |  |  |  |
|  |                                                |  |  |  |  |  |  |  |  |  |  |  |  |
|  | 1. Simon V de Lippe                            |  |  |  |  |  |  |  |  |  |  |  |  |
|  |                                                |  |  |  |  |  |  |  |  |  |  |  |  |
|  |                                                |  |  |  |  |  |  |  |  |  |  |  |  |
|  | 12. Adolphe X de Schaumbourg                   |  |  |  |  |  |  |  |  |  |  |  |  |
|  |                                                |  |  |  |  |  |  |  |  |  |  |  |  |
|  |                                                |  |  |  |  |  |  |  |  |  |  |  |  |
|  | 6. Otto II de Schaumbourg                      |  |  |  |  |  |  |  |  |  |  |  |  |
|  |                                                |  |  |  |  |  |  |  |  |  |  |  |  |
|  |                                                |  |  |  |  |  |  |  |  |  |  |  |  |
|  | 13. Mathilde de Brunswick-Lunebourg            |  |  |  |  |  |  |  |  |  |  |  |  |
|  |                                                |  |  |  |  |  |  |  |  |  |  |  |  |
|  |                                                |  |  |  |  |  |  |  |  |  |  |  |  |
|  | 3. Anna de Holstein-Schaumburg                 |  |  |  |  |  |  |  |  |  |  |  |  |
|  |                                                |  |  |  |  |  |  |  |  |  |  |  |  |
|  |                                                |  |  |  |  |  |  |  |  |  |  |  |  |
|  | 14. Ernest II von Hohenstein-Lohra-Klettenburg |  |  |  |  |  |  |  |  |  |  |  |  |
|  |                                                |  |  |  |  |  |  |  |  |  |  |  |  |
|  |                                                |  |  |  |  |  |  |  |  |  |  |  |  |
|  | 7. Élisabeth de Hohenstein                     |  |  |  |  |  |  |  |  |  |  |  |  |
|  |                                                |  |  |  |  |  |  |  |  |  |  |  |  |
|  |                                                |  |  |  |  |  |  |  |  |  |  |  |  |
|  | 15. Anna von Stolberg                          |  |  |  |  |  |  |  |  |  |  |  |  |
|  |                                                |  |  |  |  |  |  |  |  |  |  |  |  |
|  |                                                |  |  |  |  |  |  |  |  |  |  |  |  |